# La Teacher de inglés
La teacher de inglés es una telenovela colombiana producida por Caracol Televisión en 2011. Está protagonizada por Carolina Gómez como Pilar «Pili» Ortega y Víctor Mallarino como Enrique «Kike» Peinado, con las participaciones antagónicas de Juan Alfonso Baptista, Isabel Cristina Estrada, Luly Bossa y Samara de Córdova. 
Sus grabaciones comenzaron el 27 de septiembre de 2010 y finalizaron el 18 de febrero de 2011. Inicialmente fue emitida en el horario de las 8 p. m. en Colombia, pero en su tramo final tuvo una semana sin estar al aire debido al estreno La reina del sur en la misma franja horaria. Regresó el 23 de mayo con sus últimos cinco capítulos y luego fue reemplazada por la telenovela La bruja. Esta decisión se vio reflejada en que los últimos capítulos fueron compactados para que la historia alcanzara su desenlace más rápido, y muchos detalles de su resolución se vieron afectados.
En su primera emisión, el 11 de enero de 2011, los datos de medición de audiencia indicaron un rating de 12,6 puntos y una participación (o share) de 37,0 %. En su segundo día marco 11,7 de rating y un 34,5 % de share. Al mes siguiente marcó un 20,9 %, un decricimiento. Terminó en la vigésimo sexta posición en la clasificación de programás más vistos en Colombia durante 2011.
La historia de la novela es una comedia romántica sobre un alumno (Peinado) y su «teacher» de inglés (Ortega), quienes atraviesan diversas complicaciones que le impiden tener un romance. A su vez, se le da foco a las negociaciones hechas por Peinado para sacar adelante su empresa de rompa interior femenina, Creaciones Merceditas (a veces referida como Confecciones Merceditas). Su argot cómico incluye diversas pronunciaciones erróneas de expresiones en inglés, tales como «bery gud» («very good»/«muy bueno»), «ai lof mai moder» («I love my mother»/«amo a mi madre») y «jaguar llu?» («how are you?»/«¿cómo estás?»). Esto también se manifiesta en su canción de apertura, «Bery güel», original de Antonio Fuentes y adaptada por Jox.
Se ha emitido en diversos países, entre ellos Ecuador, Canadá, Chile, Perú, Panamá, Nicaragua, Costa Rica, Guatemala, Paraguay, Honduras, República Dominicana y Venezuela.

## Sinopsis
Pilar Ortega, o simplemente «Pili» (Carolina Gómez), es una profesora de inglés muy talentosa y dedicada que aspira a trabajar en Estados Unidos. De esta manera le daría mejor sustento a su familia (compuesta por su abuela y dos hermanos menores), de la cual quedó a cargo tras el fallecimiento de sus padres. Su sueño se frustra con la negación de su visa, pero ese mismo día conoce a Enrique «Kike» Peinado (Víctor Mallarino), el dueño de una exitosa empresa de ropa interior femenina, quien más tarde se convierte en su alumno en el instituto de idiomas donde ella trabaja. Más tarde, Kike abandona las clases y Pili es despedida del instituto, pero ambos se reencuentran y él decide contratarla como su profesora de inglés personal, pues quiere aprender el idioma para manejar un importante negocio de exportaciones que podría surgir entre su empresa, Creaciones Merceditas, y una empresa norteamericana interesada en la industria textilera.
En medio de esto, Kike se enamora de Pili, aunque ella es incapaz de darse cuenta de esto, pues se hace novia del primo de Kike, Luis Fernando (Juan Alfonso Baptista), un hombre deshonesto que está involucrado en negocios turbios e ingresa a trabajar en Creaciones Merceditas con el fin de adueñarse de esta. Sin embargo, esto no impide que Kike se fije cada vez más en su «teacher» (término que utilizan todos para referirse a Pilar) y esto se hace evidente ante su familia, sobre todo su mamá, Eloisa Peinado (Samara de Córdova), quien le reza a los santos para que le ayuden a apartar a la teacher de su hijo.
Más tarde aparece Mercedes (Luly Bossa), la esposa legal de Kike y cofundadora de Creaciones Merceditas, de quien se creía que vivía en Estados Unidos con un millonario gringo, pero que en realidad estaba en la cárcel por un delito inculpado. Kike tuvo un hijo con ella, a quien crio como padre soltero todos esos años, situación de la cual Mercedes intenta aprovecharse hasta convencer al niño de que se mude a vivir con ella. Parte de sus intenciones es atraer a Kike de nuevo, puesto que de esta manera podría retomar control de la empresa que ambos fundaron. Con todo este panorama, Mercedes, Luis Fernando y la mamá de Kike, junto con otros involucrados como Milena Ramírez (Isabel Cristina Estrada), se confabulan para tratar de separar a Kike de Pilar. Con todos sus esfuerzos, no logran que Enrique deje de fijarse en ella; llega a un punto en que sueña con Pilar y le declara sus sentimientos en inglés mejor de lo que podría en la vida real.

## Elenco
- Carolina Gómez como Pilar Ortega, «la teacher  de inglés» o «Pili»; una mujer luchadora y soporte de su familia. Su sueño de toda la vida es tener su propio instituto de inglés para impartir su propio método de enseñanza, con el que espera que sus alumnos saquen provecho de tal idioma. No obstante, las circunstancias de la vida le han hecho posponer este plan y atravesar dificultades económicas.
- Víctor Mallarino como Enrique Peinado Wilches, también llamado «Kike» o «Don Kike»; un hombre emprendedor y cabecera de su familia, que incluye a su madre, hijo y dos hermanos menores. Tiene dificultades para aprender el inglés, lo cual afecta sus oportunidades de manejar negocios de exportación para su empresa, Creaciones Merceditas. Esto lo conduce a Pilar, de quien se enamora perdidamente. No obstante, su falta de confianza en sí mismo causan que no confiese este sentimiento.
- Juan Alfonso Baptista como Luis Fernando Caicedo, o «Luisfer», el villano de la historia. Estafador, mentiroso, desleal y oportunista, es un primo lejano de la familia Peinado y aprovecha esta conexión para hacerse un lugar en la empresa de Kike, con lo que espera solventar sus deudas y amenazas de muerte, e incluso apoderarse por completo de dicha propiedad.
- Isabel Cristina Estrada como Milena Ramírez. Sexi, segura de sí misma y convencida de que merece mucho más de lo que tiene, se involucra con Luis Fernando para beneficiarse del robo a Creaciones Merceditas. Esta alianza también desemboca en una relación carnal entre ambos, aunque también se interesa en otros hombres con los que trabaja en la empresa.
- Luly Bossa como Mercedes de Peinado, la esposa legal de Kike, aunque toda oportunidad de una relación romántica desapareció cuando ella decidió dejarlo para irse con un norteamericano millonario. Esta nueva relación falla y queda inculpada por un delito que no cometió, por lo que termina varios años en la cárcel. Al ser liberada, busca volver con Kike y ganarse el afecto del único hijo que tuvieron. Además, intenta recuperar su porcentaje de Creaciones Merceditas, de la cual es cofundadora e inspiración para el nombre.
- Samara de Córdova como Doña Eloisa Wilches de Peinado, una mujer devota a numerosos santos, a los cuales reza para cumplir sus deseos de madre egoísta. Viuda en dos ocasiones, quedó encargada por completo de tres hijos ya mayores: Kike, Alfredo y Lucila.
- Dora Cadavid como Doña Rita, la cariñosa y vulnerable abuela de Pilar. Desea que su nieta cumpla sus sueños y encuentre a un hombre que la valore.
- Kenny Delgado como José Acosta, el contador y mejor amigo de Kike. Es mujeriego en un principio, pero conforme avanza la historia aprende a tener estabilidad emocional y a comprometerse en sus relaciones.
- Constanza Hernández como Lucila Wilches, la hermana de Kike. Sus deseos materiales también los cumplen los ingresos de la empresa, por lo que vive bajo el mismo techo que su madre y dos hermanos. A lo largo de la historia, aprende a buscar independencia y estabilidad, aunque esto sea a través de varias relaciones fallidas.
- Aldemar Correa como Alfredo Wilches, el hermano de Kike. Peculiar y lleno de aspiraciones irrealistas, se convierte en el más grande amor de la hermana de Pilar, aunque este no aprende a valorarla debidamente sino hasta que comete varios errores. Se plantea armar un negocio con ella, en lo cual falla por falta de responsabilidad propia, y luego decide convertirse en director de cine, para lo que no posee ningún tipo de formación.
- Carolina López como Catalina Ortega, la joven hermana de Pilar. Es estudiosa, madura, responsable y cariñosa, y su cercanía con la protagonista la convierte en su mejor confidente. No obstante, su enamoramiento hacia Alfredo altera su racionalidad y la vuelve fácilmente influenciable.
- Santiago Sánchez como Andrés «Andresito» Peinado, el hijo de Kike. Es muy inteligente para su corta edad y comprende los asuntos de su padre tal como lo haría un mejor amigo. Su apariencia además es muy parecida a la de su progenitor.
- Angelo Valotta como Fito Ortega, el hermanito de Pilar; flojo, exigente y propenso a meterse en problemas. Sus interacciones con Andrés lo convierten en alguien más responsable y solidario.
- Mónica Layton como Margarita, la diseñadora de Creaciones Merceditas. Es observadora y posee un carácter inquebrantable, aunque atraviesa diversas dificultades amorosas. Estima enormemente a Kike, su jefe, y no le gusta que Luis Fernando esté tan interesado en los asuntos de la empresa.
- Michelle Rouillard como Marisol o «Mari», la secretaria de la fábrica. Es una buena amiga de Margarita, a quien le brinda apoyo en todas las ocasiones. Pese a estar muy enamorada de Diego, este no le es recíproco.
- Julián Orrego como Nando, el mensajero de la empresa. Es espontáneo y trabajador, pero esto no le sirve para enamorar a Milena, quien lo menosprecia por su oficio e insistentes esfuerzos para enamorarla.
- Tiberio Cruz como Diego, un trabajador de bodega en Creaciones Merceditas. Es joven, fuerte y atractivo, especialmente para Marisol, pero siempre escoge a la mujer equivocada o arruina sus relaciones por ser demasiado insistente en sus demostraciones de cariño.

## Ficha técnica
- Idea Original: Dago García
- Adaptación: Carlos Fernández de Soto | Ana Fernanda Martínez
- Screenplay: Carlos Fernández de Soto, Ana Fernanda Martínez, Andrea López Jaramillo, Karen Rodríguez

## Premios
- Mara de Oro en Venezuela: Mejor Actor Antagónico de Producción Extranjera Juan Alfonso Baptista